# تشاتايغنير (لويزيانا)
تشاتايغنير (بالإنجليزية: Chataignier village, Louisiana)‏ هي قرية تقع بولاية لويزيانا في الولايات المتحدة. تبلغ مساحتها 1.63 كم2، وترتفع عن سطح البحر 17.9832 م، بلغ عدد سكانها 364 نسمة في عام 2010 حسب إحصاء مكتب تعداد الولايات المتحدة وتصل الكثافة السكانية فيها 223.3 نسمة لكل كيلومتر مربع (578.3/ميل2).

## التركيبة السكانية
حدّد مكتب تعداد الولايات المتحدة بيانات التركيبة السكانية لتشاتايغنير في تعداد الولايات المتحدة. في ما يلي، التركيبة السكانية حسب تعدادي 2000 و2010.

### تعداد عام 2000
بلغ عدد سكان تشاتايغنير 383 نسمة بحسب تعداد عام 2000، وبلغ عدد الأسر 132 أسرة وعدد العائلات 107 عائلة مقيمة في القرية. في حين سجلت الكثافة السكانية 235 نسمة لكل كيلومتر مربع (608.6/ميل2). وبلغ عدد الوحدات السكنية 142 وحدة بمتوسط كثافة قدره 87.1 لكل كيلومتر مربع (225.6/ميل2).
وتوزع التركيب العرقي للقرية بنسبة 50.91% من البيض و47.78% من الأمريكيين الأفارقة و0.26% من الأعراق الأخرى و1.04% من عرقين مختلطين أو أكثر و0.52% من الهسبانيون أو اللاتينيون من أي عرق.
بلغ عدد الأسر 132 أسرة كانت نسبة 49.2% منها لديها أطفال تحت سن الثامنة عشر تعيش معهم، وبلغت نسبة الأزواج القاطنين مع بعضهم البعض 45.5% من أصل المجموع الكلي للأسر، ونسبة 25% من الأسر كان لديها معيلات من الإناث دون وجود شريك، بينما كانت نسبة 10.6% من الأسر لديها معيلون من الذكور دون وجود شريكة وكانت نسبة 18.9% من غير العائلات. تألفت نسبة 18.9% من أصل جميع الأسر من عدة أفراد يعيشون في نفس المنزل ونسبة 4.5% كانت تتألف من شخص يعيش بمفرده يبلغ من العمر 65 عاماً أو أكثر. وبلغ متوسط حجم الأسرة المعيشية 2.90، أما متوسط حجم العائلات فبلغ 3.28.
بلغ العمر الوسطي للسكان 28.8 عاماً. وكانت نسبة 35% من القاطنين تحت سن الثامنة عشر، وكانت نسبة 10.7% بين الثامنة عشر والرابعة والعشرين عاماً، ونسبة 27.2% كانت واقعةً في الفئة العمرية ما بين الخامسة والعشرين والرابعة والأربعين عاماً، ونسبة 18% كانت ما بين الخامسة والأربعين والرابعة والستين، ونسبة 9.1% كانت ضمن فئة الخامسة والستين عاماً فما فوق. يوجد لكل 100 أنثى 102.6 ذكر، ويوجد لكل 100 أنثى في الثامنة عشر من عمرها فما فوق 93.0 ذكر.
بلغ متوسط دخل الأسرة في القرية 18,438 دولارًا، أما متوسط دخل العائلة فبلغ 18,269 دولارًا. وكان متوسط دخل الذكور 21,250 دولارًا مقابل 18,750 دولارًا للإناث. وسجل دخل الفرد الخاص بالقرية 7,266 دولارًا. وكانت نسبة 46.4% من العائلات ونسبة 49.4% من السكان تحت خط الفقر، وكان من هؤلاء نسبة 66.1% تحت سن الثامنة عشر ونسبة 12.8% في الخامسة والستين من العمر وما فوق.

### تعداد عام 2010
بلغ عدد سكان تشاتايغنير 364 نسمة بحسب تعداد عام 2010، وبلغ عدد الأسر 146 أسرة وعدد العائلات 109 عائلة مقيمة في القرية. في حين سجلت الكثافة السكانية 223.3 نسمة لكل كيلومتر مربع (578.3/ميل2). وبلغ عدد الوحدات السكنية 188 وحدة بمتوسط كثافة قدره 115.3 لكل كيلومتر مربع (298.6/ميل2).
وتوزع التركيب العرقي للقرية بنسبة 43.96% من البيض و53.30% من الأمريكيين الأفارقة و0.27% من الأعراق الأخرى و2.47% من عرقين مختلطين أو أكثر و1.37% من الهسبانيون أو اللاتينيون من أي عرق.
بلغ عدد الأسر 146 أسرة كانت نسبة 37.7% منها لديها أطفال تحت سن الثامنة عشر تعيش معهم، وبلغت نسبة الأزواج القاطنين مع بعضهم البعض 43.8% من أصل المجموع الكلي للأسر، ونسبة 25.3% من الأسر كان لديها معيلات من الإناث دون وجود شريك، بينما كانت نسبة 5.5% من الأسر لديها معيلون من الذكور دون وجود شريكة وكانت نسبة 25.3% من غير العائلات. تألفت نسبة 23.3% من أصل جميع الأسر من عدة أفراد يعيشون في نفس المنزل ونسبة 6.2% كانت تتألف من شخص يعيش بمفرده يبلغ من العمر 65 عاماً أو أكثر. وبلغ متوسط حجم الأسرة المعيشية 2.49، أما متوسط حجم العائلات فبلغ 2.90.
بلغ العمر الوسطي للسكان 37.0 عاماً. وكانت نسبة 27.2% من القاطنين تحت سن الثامنة عشر، وكانت نسبة 10.2% بين الثامنة عشر والرابعة والعشرين عاماً، ونسبة 20.9% كانت واقعةً في الفئة العمرية ما بين الخامسة والعشرين والرابعة والأربعين عاماً، ونسبة 29.7% كانت ما بين الخامسة والأربعين والرابعة والستين، ونسبة 12.1% كانت ضمن فئة الخامسة والستين عاماً فما فوق. وتوزع التركيب الجنسي للسكان بنسبة 47.8% ذكور و52.2% إناث.